# Baqueira-Beret
Baqueira Beret (nom comercial) és una estació d'esquí situada a Catalunya, concretament a les comarques de la Vall d'Aran i del Pallars Sobirà, subdivisió Vall d'Àneu als Pirineus. A partir de la creació de l'estació, es va originar al voltant un nucli urbà de nova formació, Vaquèira, amb tota mena de serveis (hotels, apartaments, farmàcies...).
L'estació està dividida en quatre zones: Vaquèira, Beret, Baciver i la Bonaigua. Les quatre sumen 153 km de pistes. És l'estació amb més quilòmetres esquiables de Catalunya i la tercera dels Pirineus (Aramón, a l'Aragó, és la primera, i Grand Valira, a Andorra, la segona). Té un domini esquiable de 2166 hectàrees (el més gran dels Pirineus).
L'estació fou fundada pels volts de l'any 1964 per Jorge Jordana de Pozas i Luis Arias.
Per a la temporada 2014-15, en la qual Baqueira va celebrar 50 anys, l'estació va inaugurar tres remuntadors nous: un telecadira de quatre places (Jesús Serra) i dos teleesquís (Saumet i Stadium). Totes les novetats van ser al sector de Beret.
La temporada 2018-2019 s'inaugurà un nou sector anomenat Baciver, que engloba els teleesquís Saumet i Baciver. Aquesta ampliació va fer que la cota màxima de l'estació deixés de ser el Tuc de Dossau (2.510m) per passar a ser el Cap de Baciver a 2.610m d'altitud.

## Descripció
Situada a les parts més elevades de les comarques de la Vall d'Aran (Naut Aran), i del Pallars Sobirà (Vall d'Àneu).
L'orientació atlàntica i de vessant nord de l'estació fa que disposi durant tota la temporada d'abundants precipitacions i de baixes temperatures que asseguren gruixos de neu importants.

## Serveis
A més dels serveis habituals (escola d'esquí, lloguer de material, restaurants i cafeteries, atenció mèdica, etc.), disposa d'una important oferta d'allotjament en hotels i apartaments, així com pista de gel, piscina climatitzada, botigues d'esport i comerços en general, discoteca... L'oferta gastronòmica d'aquesta zona turística uneix la tradició de la cuina francesa amb les especialitats locals.